# Олујна ноћ
„Олујна ноћ” је југословенски ТВ филм из 1987. године. Режирао га је Зринко Огреста  који је написао и сценарио.

## Улоге
| Глумац                 | Улога |
| ---------------------- | ----- |
| Сабрија Бисер          |       |
| Златко Црнковић        |       |
| Иво Фици               |       |
| Перо Квргић            |       |
| Вилa Матула            |       |
| Семка Соколовић Берток |       |
| Звонимир Зоричић       |       |